# سكاي نيلسن
سكاي نيلسن (بالإنجليزية: Skylar Nielsen)‏ هو مخرج أمريكي، ولد في 1975 في مدينة سولت ليك في الولايات المتحدة.

## وصلات خارجية
- سكاي نيلسن على موقع IMDb (الإنجليزية)
- سكاي نيلسن على موقع كينوبويسك (الروسية)